# Krenelering

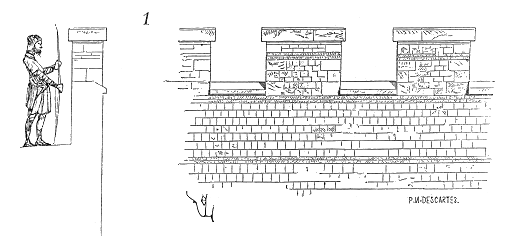
Beskrivning av tinnars funktion i strid. Ur Eugène Viollet-le-Ducs Dictionnaire raisonné de l’architecture française du XIe au XVIe siècle.

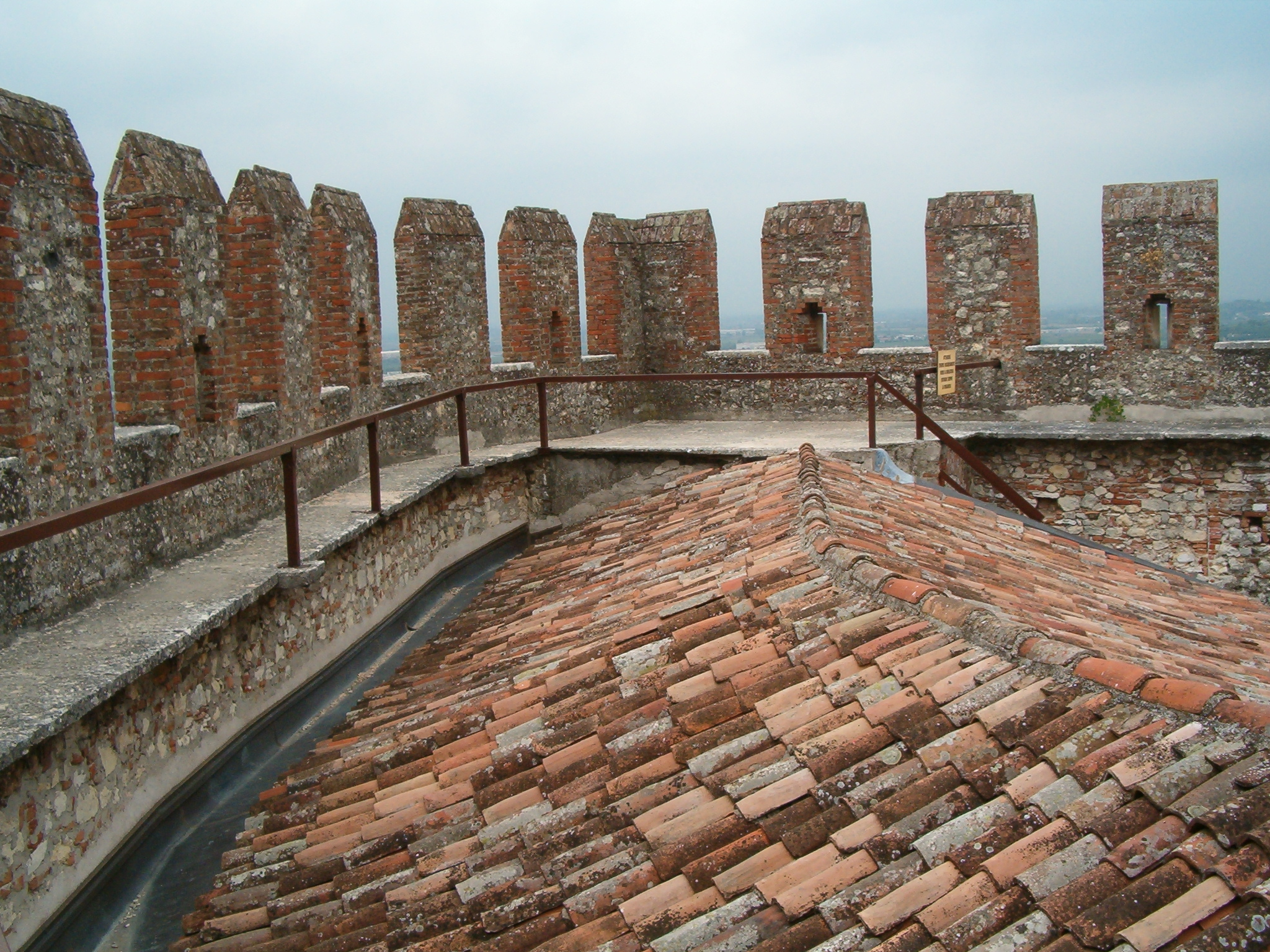
Bröstvärn med krenelerad mur, Castello di Soave.

Krenelering är den övre delen av en försvarsmur utformad med tinnar och mellanrum, vilka användes som skottöppningar i äldre tiders borgar och försvarsanläggningar. Krenelering förekommer också som ren dekoration inom den romantiska arkitekturen.
Ordet krenelering kommer från franskans créneler, som betyder ’förse mur med tinnar', ’räffla’, och innan det från fornfranskans crenel ’inskärning’.